# Spathiphyllum cannifolium
Spathiphyllum cannifolium (Dryand. ex Sims) Schott – gatunek wieloletnich, wiecznie zielonych roślin zielnych z rodzaju skrzydłokwiat, z rodziny obrazkowatych, występujący na obszarze od Trynidadu do Peru, zasiedlający równikowe lasy deszczowe.